# Евсевий (Гроздов)
Архиепископ Евсевий (в миру — Евстафий Сергеевич Гроздов; 17 марта 1866, село Шарковщина, Дисненский уезд, Виленская губерния — 12 августа 1929, Нарва-Йыэсуу) — епископ Русской православной церкви и Эстонской Апостольской Православной Церкви.

## Биография
Сын сельского диакона.
Окончил Виленское духовное училище, Виленскую духовную семинарию и в 1890 году Санкт-Петербургскую духовную академию. Защитил кандидатскую диссертацию по теме «Пьер Бииле (Baile; Пьер Бейль?[уточнить]) и его богословские сочинения», удостоен диплома I разряда.
6 августа 1890 года рукоположён во священника архиепископом Литовским и Виленским Алексием. Иерей в Виленском кафедральном соборе, законоучитель в образцовой школе при духовной семинарии.
В 1895—1899 годах сверхштатный член Литовской духовной консистории, редактор журнала «Виленские епархиальные ведомости».
В 1895 году овдовел, оставшись с двумя детьми.
12 ноября 1899 года назначен инспектором Виленской духовной семинарии.
6 апреля 1902 года архиепископом Виленским и Литовским Ювеналием пострижен в монашество с наречением имени Евсевий.
В 1903 году возведён в сан архимандрита и назначен ректором Ярославской духовной семинарии.
28 мая 1906 года хиротописан во епископа Угличского, викария Ярославской епархии в Ярославском Спасском монастыре.
В 1908 году награждён орденом св. Владимира III степени.
27 февраля 1909 года назначен епископом Рыбинским, викарием Ярославской епархии.
18 марта 1910 года переведён на кафедру Тобольскую и Сибирскую. Участвовал в прославлении митрополита Тобольского Иоанна. председатель Тобольского отдела Императорского православного палестинского общества.
12 апреля 1912 года назначен на кафедру Псковскую и Порховскую, с 17 апреля того же года — епископ Псковский и Порховский.
С 18 июня по 19 октября 1914 года присутствовал в Святейшем Правительствующем Синоде.
В 1917—1918 годах член Поместного собора Русской Православной Церкви, участвовал в 1-2-й сессиях, член III, IV, VII отделов.
25 апреля 1918 года возведён в сан архиепископа, награждён крестом на клобук.
В августе 1919 года покинул Псков вместе с отступавшими войсками Северо-западной армии, 12 сентября 1919 года прибыл в Эстонию. Вместе с ним прибыло духовенство псковского Троицкого собора и других церквей.
В Нарве временно управлял епархией северо-западных областей России и служил епископом Северо-Западной армии генерала Н. Н. Юденича. Рукополагал полковых священников для нужд войска.
С 1920 по 1925 года пребывал на покое в обители Нарвской Иверской Богородицкой христианской женской трудовой общины. До 1928 года упоминается в документах, как проживающий в Нарва-Йыэсуу и Таллинне.
10 сентября 1924 года представителями от 31 русского прихода Эстонии единогласно избран на Нарвскую архиерейскую кафедру с условиями: принятие эстонского гражданства и согласие Московского патриархата на переход в Эстонскую митрополию.
С 1 декабря 1925 — архиепископ Нарвский и Изборский. Ему стали подчиняться русские приходы Эстонии и Печорского уезда, исключая Псково-Печерский монастырь. Состоял членом синода Эстонской Апостольской Православной Церкви.
Скончался 12 августа 1929 года на даче в Нарва-Йыэсуу. Отпевание состоялось 14 августа в Преображенском соборе города Нарвы. Похоронен в зимнем Никольском храме Нарвского Преображенского собора. В 1945 году останки были перенесены из разрушенной Нарвы на Ивангородское кладбище, а в 2006 году — в Эстонию, на кладбище Пюхтицкого Успенского женского монастыря.

## Сочинения
- Донесение в Синод // РГИА. Ф. 797. Оп. 86. Отд. 3. Ст. 5. Д. 14. Л. 20–22.
- Святые виленские мученики Антоний, Иоанн и Евстафий. Вильна, 1900 (3-е изд.).
- Речь при вступлении на Тобольскую кафедру // Тобольские епархиальные ведомости. 1910. № 11.
- Прощальная речь // Тобольские епархиальные ведомости. 1912. № 10.
- Предложения консистории // Псковские епархиальные ведомости. 1914. № 16.
- Речь в кафедральном соборе Пскова; Телеграмма Временному правительству // Псковские епархиальные ведомости. 1917. № 6/7.